# كريس كول (لاعب كرة قدم)
كريس كول (بالإنجليزية: Chris Cole)‏ هو لاعب كرة قدم أمريكي، ولد في 1995.